# 中島拓
中島 拓（なかしま ひらく、1957年9月6日 - ）は、日本の実業家。ジェイリース株式会社創業者・CEO代表取締役。

## 人物・来歴
大分県大分市生まれ。1973年大分大学教育学部附属中学校卒業。1976年大分県立大分上野丘高等学校卒業。1980年中央大学法学部卒業、拓成入社。1997年日本青年会議所国際室委員長。2004年ジェイリースを設立し、代表取締役社長に就任。2016年に東京証券取引所マザーズに上場させ、同年、大分南ロータリークラブ会長に就任。2018年には東京証券取引所市場第1部への上場を果たし、2019年、ジェイリース代表取締役社長兼会長に就任。

## 親族
ジェイリース取締役副社長で、日本青年会議所第71代会頭の中島土は長男。

## 著書
- 『検証過払い―多重債務問題の解決にならない過払金返還請求の実態』（共著）Bkc出版 2009年
- 『お金を使う人お金に使われる人 貧乏ったらしい金持ちより堂々とした貧乏！』（共著）時事通信出版局 2009年
- 『よくわかる！家賃債務保証の知識』日本経済新聞出版社 2016年